# Copa de Clubes de Asia 1972
La Copa de Clubes de Asia 1972 iba a ser la quinta edición del torneo de fútbol a nivel de clubes más importante de Asia organizado por la Confederación Asiática de Fútbol y que contaría con la participación de siete clubes pertenecientes al continente asiático.

## Participantes
Estos fueron cada uno de los clubes que habían sido elegidos para participar en el torneo:
| Participantes:             | Participantes:                                           | Participantes: |
| Equipo                     | Método de clasificación                                  |                |
| -------------------------- | -------------------------------------------------------- | -------------- |
| Hong Kong Rangers          | Campeón de la 1970–71 Hong Kong First Division League    |                |
| Persepolis                 | Campeón de la 1971–72 Local League                       |                |
| Maccabi Netanya            | Campeón de la 1970–71 Liga Leumit                        |                |
| Al-Qadsia                  | Campeón de la 1970–71 Kuwaiti Premier League             |                |
| Racing Beirut              | Campeón de la 1969–70 Lebanese Premier League            |                |
| Korea University           | Campeón de la 1971 Korean National Football Championship |                |
| Port Authority of Thailand | Ganador de la 1970-71 Kor Royal Cup                      |                |

## Fase de grupos
El sorteo dividió a los equipos en dos grupos (uno de tres equipos, otro de cuatro equipos) antes de que el torneo fuera cancelado. Los dos primeros logares de cada grupo se supone avanzarían a las semifinales.

### Grupo A
| Equipo            |
| ----------------- |
| Maccabi Netanya   |
| Hong Kong Rangers |
| Korea University  |

### Grupo B
| Equipo                     |
| -------------------------- |
| Persepolis                 |
| Port Authority of Thailand |
| Al-Qadsia                  |
| Racing Beirut              |

## Cancelación
Antes de que iniciara el torneo, el equipo kuwaití Al-Qadsia y el equipo libanés Racing Beirut se negaron a enfrentar al equipo israelí Maccabi Netanya principalmente por razones políticas, y el Hong Kong Rangers abandonó el torneo por razones financieras, por lo que el torneo fue cancelado.